# 広視野惑星カメラ

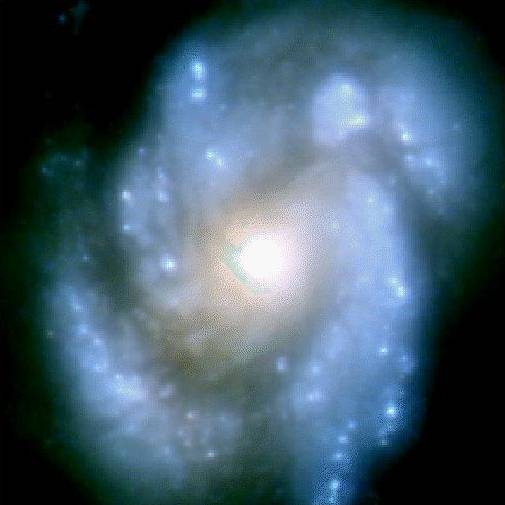
広視野惑星カメラが撮影したM100の画像

広視野惑星カメラ(Wide Field and Planetary Camera、WFPC)は、1990年4月の打ち上げから1993年12月までハッブル宇宙望遠鏡 (英: Hubble Space Telescope, HST) に搭載されていたカメラである。ハッブル宇宙望遠鏡の打上げ時からの機器の1つであるが、メインミラーの故障により機能がかなり損傷された。しかし、このカメラは、比較的明るい天体の多くのユニークで有益な高解像度画像を撮影し、多くの発見につながった。
広視野惑星カメラは、カリフォルニア工科大学の惑星科学者であるジェームズ・ウェストファールが提案し、NASAのジェット推進研究所が設計、製造、運用を行った。1976年の提案時には、CCDイメージセンサがやっと天体撮影に使われた頃だったが、撮影用にCCDを備えた最初のKH-11 Kennan偵察衛星は1976年12月に打ち上げられていた。この高解像度により、多くの天文学者はハッブル宇宙望遠鏡にCCDを搭載することを強く主張した。
最初の広視野惑星カメラは、それぞれが4800×800ピクセルのテキサス・インスツルメンツ製CCDからなる2つの分離したカメラで構成され、近接する視野をカバーするように配置された。広視野カメラは0.1秒の解像度を持ち、角解像度を犠牲にして、暗い天体をパノラマで撮影することが意図された。また惑星カメラは、0.043秒の解像度を持ち、高解像度での観測が意図された。2つのカメラの選択は、45度回転する四面体のピラミッドによってなされた。
1993年12月のSTS-61による修理ミッションで、広視野惑星カメラは改良版のカメラと取り換えられた。広視野惑星カメラ2は、メインミラーの不具合を打開するのに必要な補償光学機構を備えていた。混乱を避けるために、広視野惑星カメラは広視野惑星カメラ1と呼ばれることもある。
地球に戻ってから、広視野惑星カメラは分解され、一部の部品は、広視野カメラ3の製造に用いられた。広視野カメラ3は、2009年5月14日のSTS-125のミッションで、広視野惑星カメラ2と交換でハッブル宇宙望遠鏡に取り付けられた